# ジョージ・フレデリック・ハーヴィー
ジョージ・フレデリック・ハーヴィー（Sir George Frederick Harvey FRSE RSA、1806年2月1日 – 1876年1月22日）はスコットランドの画家である。スコットランドの歴史を題材にした絵画や風俗画などを描いた。1864年から1876年の間、王立スコットランド・アカデミーの会長を務めた。

## 略歴
スコットランドのスターリングに近い、St Niniansという村（現在はスターリングの一部）で生まれたが、ハーヴィーが生まれてまもなく家族とスターリングに移った。父親は時計職人であった。スターリングの書店に徒弟として入るが、美術が好きで、画家になる決意をして、18歳になると、エディンバラの美術学校「Trustees Drawing Academy of Edinburgh」に入学した。才能はすぐにスコットランドの画家たちに認められ、1826年にScottish Academyの名前で後の王立スコットランド・アカデミーが設立された時、準会員に選ばれた。
1826年にエディンバラの展覧会に初めて出展し、翌年から開かれるようになったアカデミーの展覧会に毎年出展した。
1829年に王立スコットランド・アカデミーのフェローの称号を得た。1864年にジョン・ワトソン・ゴードン（John Watson Gordon: 1788–1864）の後任として王立スコットランド・アカデミーの会長となり、1876年までその職を務めた。1867年にはナイトの称号を受けた。
1839年に最初の結婚をし2人の娘が生まれた。1844年に最初の妻が亡くなった後、1847年に再婚したが2度目の妻は1854年に亡くなった。
1876年にエディンバラで亡くなった。

## 作品

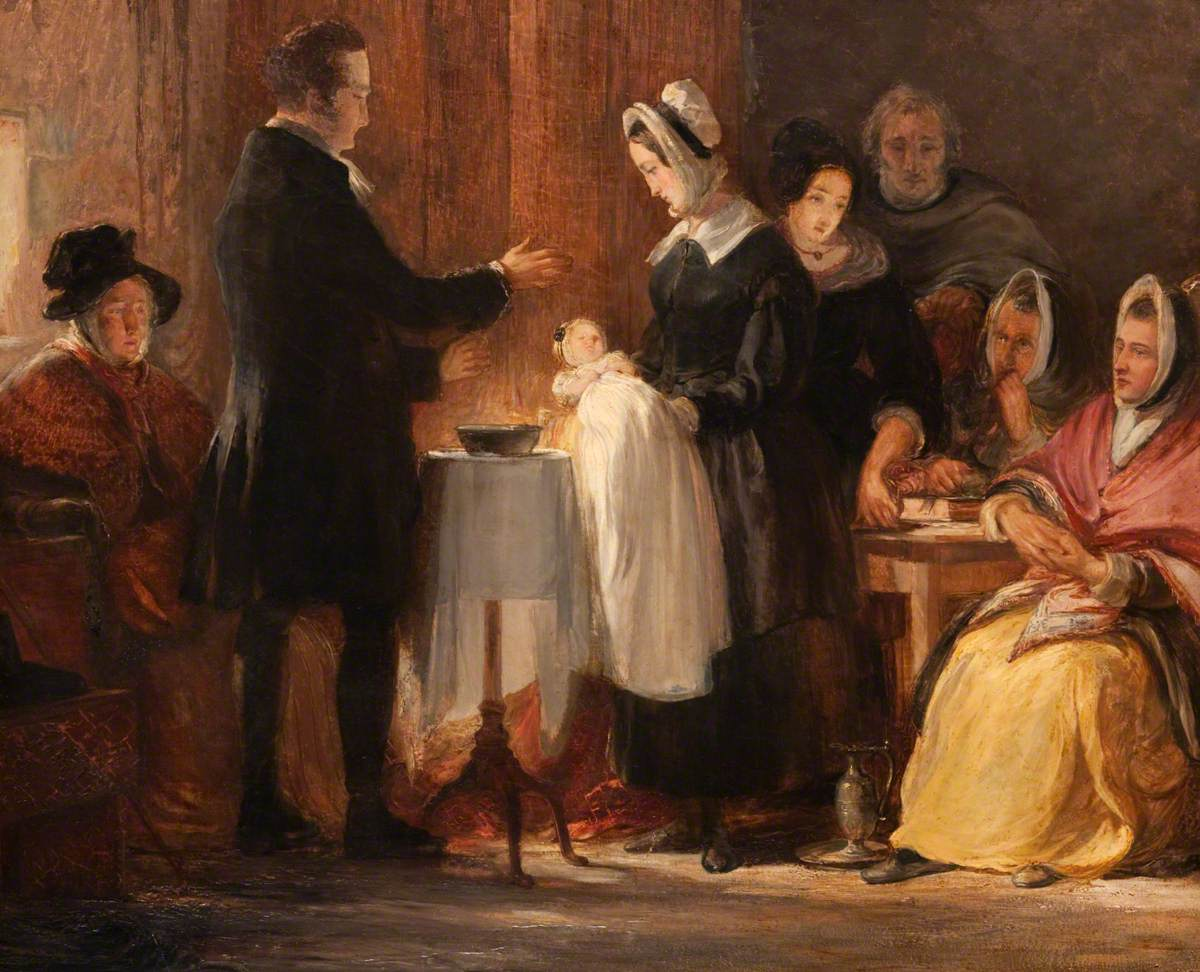
洗礼式　(1830s) Hunterian Museum and Art Gallery
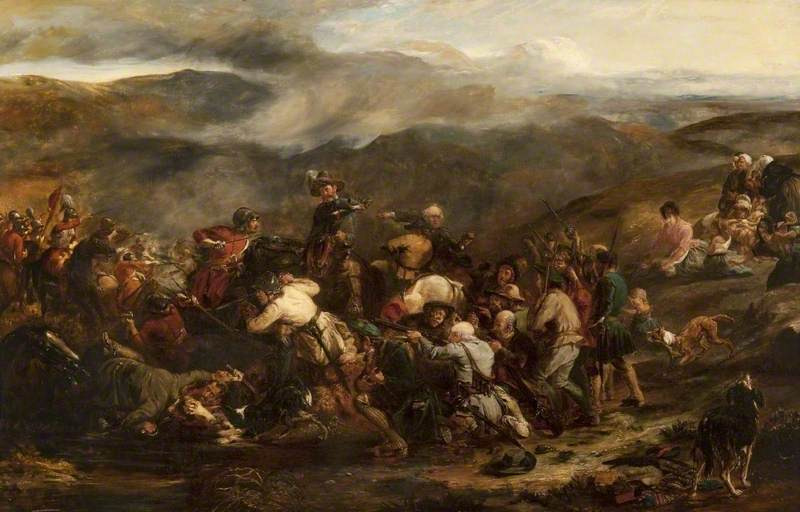
ドラムクログの戦い グラスゴー博物館
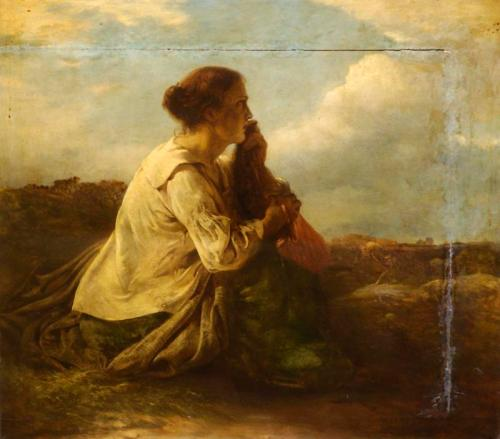
故郷を離れて アバディーン美術館
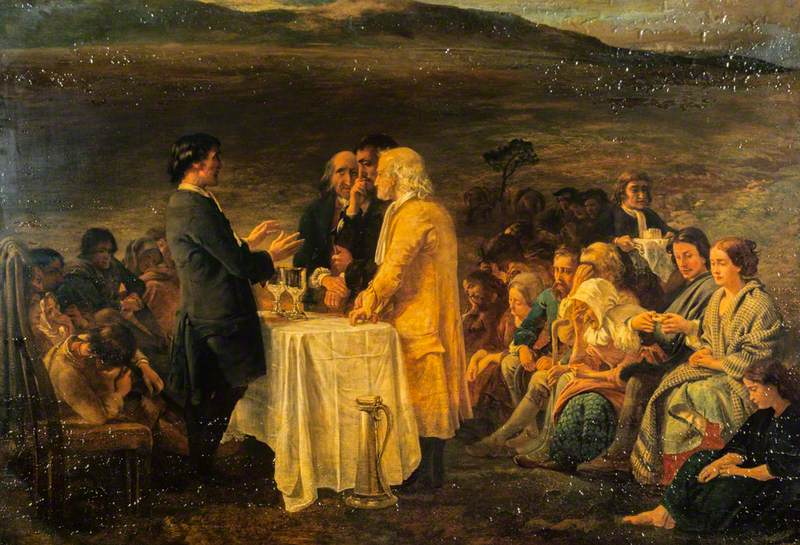
スコットランドの長老派教会の集会 National Galleries of Scotland